# Miconia polytopica
Miconia polytopica är en tvåhjärtbladig växtart som beskrevs av John Julius Wurdack. Miconia polytopica ingår i släktet Miconia och familjen Melastomataceae.

## Underarter
Arten delas in i följande underarter:
- M. p. huanucensis
- M. p. ayacuchensis